# Saison 3 de The Good Wife
Chronologie
Saison 2 Saison 4
Cet article présente le guide des épisodes de la troisième saison de la série télévisée The Good Wife.
Le slogan de cette saison est : Ne vous laissez pas tromper par le nom !

## Distribution

### Acteurs principaux
- Julianna Margulies (VF : Hélène Chanson) : Alicia Florrick
- Christine Baranski (VF : Pauline Larrieu) : Diane Lockhart
- Josh Charles (VF : Cyrille Monge) : Will Gardner
- Archie Panjabi (VF : Karine Texier) : Kalinda Sharma
- Matt Czuchry (VF : Sébastien Desjours) : Cary Agos
- Makenzie Vega (VF : Leslie Lipkins) : Grace Florrick
- Graham Phillips (VF : Maxime Baudoin) : Zach Florrick
- Alan Cumming (VF : Pierre Tessier) : Eli Gold[1]

### Acteurs récurrents
- Chris Noth (VF : Gabriel Le Doze) : Peter Florrick
- Mary Beth Peil (VF : Monique Martial) : Jackie Florrick
- Zach Grenier (VF : Denis Boileau) : David Lee
- Titus Welliver (VF : Jean-Louis Faure) : Glenn Childs
- Anika Noni Rose (VF : Fily Keita) : Wendy Scott-Carr[2]
- Michael J. Fox (VF : Luq Hamet) : Louis Canning[3] (épisodes 10, 18 et 22)
- Lisa Edelstein (VF : Frédérique Tirmont): Celeste Serrano[4] (épisodes 3 à 5)
- Parker Posey (VF : Dominique Westberg) : Vanessa Gold[5] (4 épisodes)
- Dylan Baker (VF : Patrick Osmond) : Colin Sweeney[6] (épisodes 5 et 17)
- Monica Raymund (VF : Sophie Riffont) : Dana Lodge[7] (9 épisodes)
- Carrie Preston (VF : Véronique Alycia) : Elsbeth Tascioni[8] (4 épisodes)
- Romany Malco (VF : David Kruger) : Justin Coyne[9] (épisodes 3, 8 et 11)
- Amy Sedaris (VF : Patricia Legrand) : Stacie Hall[10] (épisodes 9, 14 et 15)
- Anna Camp (VF : Karine Foviau) : Caitlin D'Arcy (8 épisodes)
- Bob Balaban : Gordon Higgs (épisodes 7 et 13)
- Rachel Hilson (VF : Adeline Chetail) : Nisa (épisode 13)
- David Fonteno : le juge Robert Parks (épisode 14)
- Tim Guinee (VF : Pierre-François Pistorio) : Andrew Wiley (épisodes 10, 14 et 22)
- David Pittu (en) : Spencer Roth (épisode 14)

### Invités
- Kelli Giddish (VF : Anne O'Dolan)  : Sophia Russo (épisode 1)
- Eddie Izzard : Abbott Thrush[11] (épisode 2)
- Michael Arden : Finn[12] (épisode 3)
- Jennifer Carpenter Pamela Raker[13] (épisode 10)
- Jason Biggs (VF : Cédric Dumond) : Dylan Stack[14] (épisode 13)
- Denis O'Hare (VF : Nicolas Marié) : Juge Charles Abernathy[15] (épisode 15)
- Rita Wilson : Viola Walsh[16] (épisode 15)
- Jonathan Groff : Jimmy[17] (épisode 15)
- Merritt Wever (VF : Catherine Desplaces) : Aubrey Gardner, jeune sœur de Will[18] (épisode 16)
- Nadia Dajani : Sara Gardner, sœur aînée de Will[19] (épisode 16)
- Christian Camargo : Aidan[20] (épisode 16)
- Morena Baccarin (VF : Laurence Bréheret) : Isobel Swift[21] (épisode 17)
- Bebe Neuwirth (VF : Caroline Beaune) : Juge Friend[22] (épisode 17)
- Elizabeth Reaser (VF : Barbara Delsol) : Tammy Linnata[23] (épisode 18)
- Jill Flint : Lana Delaney[23] (épisodes 19 et 21)
- Matthew Perry (VF : Emmanuel Curtil) : Mike Kresteva[24] (épisodes 19 et 20)
- Martha Plimpton : Patti Nyholm[25] (épisode 22)

## Résumé
La troisième saison commence avec la liaison d'Alicia Florrick avec son patron Will Gardner, liaison à laquelle ils mettent un terme par la suite. Une enquête pour corruption est ouverte par le bureau du procureur, menée par Wendy Scott-Carr, à l'encontre de Will Gardner. Will Gardner est innocenté mais la commission disciplinaire le suspend pour six mois. Eli Gold, Julius Cain et David Lee veulent alors prendre le poste de Will Gardner. Cary Agos devient adjoint du procureur mais accepte plus tard de revenir travailler chez Lockhart & Gardner. Vers la fin de la saison, Peter Florrick annonce sa candidature au poste de gouverneur de l'Illinois et reçoit le soutien de son épouse Alicia Florrick.

## Épisodes

### Épisode 1:Une nouvelle ère
- États-Unis /  Canada : 25 septembre 2011 sur CBS[26] / Global
- Suisse : 14 novembre 2012 sur RTS Un[27]
- Québec : 29 août 2013 sur Séries+[28]
- France : 2 juillet 2014 sur M6 (à 00:15)
- Belgique : 14 février 2014 sur RTL-TVI

- États-Unis : 10,66 millions de téléspectateurs[29]

- Chris Noth (Peter Florrick)
- Kelli Giddish (Sophia Russo)
- Fred Melamed (Judge Karpman)
- Omar Metwally (Wasim Al-Said)
- Larry Bryggman (Professor Noah Fineman)
- Peter Jacobson (Michael Kahane)
- Nate Miller (Steve "Scoot" Sartori)
- Anne Marsen (Jennifer)
- Tom Reed (Amir Al-Zeid)
- Naifeh Satya Bhabha (Jimal Mifsud)
- Ammar Ramzi (Tariq)
- Seth Fisher (Jon-Erik Shapiro)
- Shauna Miles (Sheriff)
- Vanessa Wasche (Will's Assistant)

### Épisode 2:La Zone de mort
- États-Unis : 2 octobre 2011 sur CBS
- Suisse : 14 novembre 2012 sur RTS Un
- Québec : 5 septembre 2013 sur Séries+
- Belgique : 14 février 2014 sur RTL-TVI
- France : 2 juillet 2014 sur M6 (à 01:05)

- États-Unis : 11,08 millions de téléspectateurs[30]

- Chris Noth (Peter Florrick)
- Eddie Izzard (James Thrush)
- Simon Delaney (Timothy Ash Brannon)
- Michael Kelly (Mickey Gunn)
- Brian Murray (Judge Mowbray)
- John Doman (Oliver Cardiff)
- Emily Swallow (Mandy Cox)
- Alex Draper (Joel Branch)
- Gretchen Egolf (Mia Lambros)
- Brad Oscar (Eric Atkins)
- Michael Aronov (Danny Lambros)
- Gregory Wooddell (Robert Lambros)

### Épisode 3:Coup de poker
- États-Unis : 9 octobre 2011 sur CBS
- Suisse : 21 novembre 2012 sur RTS Un
- Québec : 12 septembre 2013 sur Séries+

- États-Unis : 10,28 millions de téléspectateurs[31]

- Dallas Roberts (Owen Cavanaugh)
- Anne Marsen (Jennifer)
- Lisa Edelstein (Celeste Serrano)
- Isiah Whitlock Jr. (Ira Protopapas)
- Kristen Connolly (Maggie Reeves)
- Nina Arianda (Gretchen Battista)
- James Eckhouse (Walter Kermani)
- Sarah Litzsinger (Olivia Sumner)
- Michael Arden (Finn)
- John Bolton (Jason Doyle)
- Rick Vincent Holmes (Dr. Howard Farland)
- Nathaniel McIntyre (Heather Farm Worker)
- Leon Addison Brown (Teamster)

### Épisode 4:Nourrir la bête
- États-Unis : 16 octobre 2011 sur CBS
- Suisse : 21 novembre 2012 sur RTS Un
- Québec : 19 septembre 2013 sur Séries+

- États-Unis : 10,33 millions de téléspectateurs[32]

- Chris Noth (Peter Florrick)
- Michael Boatman (Julius Cain)
- Lisa Edelstein (Celeste Serrano)
- Nicole Beharie (Imani Morehouse)
- Tim Peper (Travis Dolan)
- Wayne Duvall (Detective Harcourt)
- Sterling Brown (Andrew Boylan)
- Romany Malco (Justin Coyne)
- Joyce Van Patten (Agnes Silvestre)
- John Lutz (Eddie Kolakowski)
- Annika Boras (Nina Dolan)
- Harvey Fierstein (Juge Francis Flamm)
- James McMenamin (Mitch Silvestre)
- John Cunningham (Gene Osterman)

### Épisode 5:Marthas et Caitlins
- États-Unis : 23 octobre 2011 sur CBS
- Suisse : 28 novembre 2012 sur RTS Un
- Québec : 26 septembre 2013 sur Séries+

- États-Unis : 9,77 millions de téléspectateurs[33]

- Dylan Baker (Colin Sweeney)
- Lisa Edelstein (Celeste Serrano)
- Nicole Beharie (Imani Stonehouse)
- Anne Marsen (Jennifer)
- Zach Grenier (David Lee)
- Renee Elise Goldsberry (Geneva Pine)
- Mike Pniewski (Frank Landau)
- Donna Brazile (Herself)
- Eric Anderson (Donald Pike)
- Grace Rex (Martha Reed)
- Aaron Staton (Todd Roda)
- David Conrad (Judge Clark Willard)
- Anna Camp (Caitlin D'arcy)
- Ted Koch (Kenneth Ritter)
- Jeremy Kushnier (Kyle Lidtke)
- Berto Colon (Guard)

### Épisode 6:Affaires d'état
- États-Unis : 30 octobre 2011 sur CBS
- Suisse : 28 novembre 2012 sur RTS Un
- Québec : 3 octobre 2013 sur Séries+

- États-Unis : 10,6 millions de téléspectateurs[34]

- Anna Camp (Caitlin D'arcy)
- Chris Butler (Matan Brody)
- Joe Morton (Daniel Golden)
- Wayne Duvall (Detective Harcourt)
- Peter Riegert (Judge Harvey Winter)
- Parker Posey (Vanessa Gold)
- Monica Raymund (Dana Lodge)
- Meghann Fahy (Shelby Hale)
- Jake Silbermann (Jared Buck)
- Derek Mio (Chen Jin-Pyn)
- Giles Matthey (Dick Anders)
- Steve Rosen (Kim Carver)
- Jefferson Mays (Diplomat Van Buskirk)
- Greg Hildreth (Gary)
- Richard Busser (Officer Vickers)

### Épisode 7:L'Ordre exécutif 13224
- États-Unis : 6 novembre 2011 sur CBS
- Suisse : 5 décembre 2012 sur RTS Un
- Québec : 10 octobre 2013 sur Séries+

- États-Unis : 9,07 millions de téléspectateurs[35]

- Titus Welliver (Glenn Childs)
- Monica Raymund (Dana Lodge)
- Carrie Preston (Elsbeth Tascioni)
- Anna Camp (Caitlin D'Arcy)
- Mary Beth Peil (Jackie Florrick)
- Ismael Cruz Cordova (Jimmy Patrick)
- Jennifer Lim (Diane's Assistant)
- Bob Balaban (Gordon Higgs)
- Jay O. Sanders (Judge Hal Ferris)
- Waleed Zuaiter (Danny Marwat)
- Michael Braun (Jim Duff)
- Stephen Sable (Dr. Val Phouayvongsa)
- Don Stephenson (Bob Lachness)
- T.J. Kenneally (Secret Court Counselor)
- Paul Collins (Secret Court Judge)
- Clark Jackson (Lt. Curt)
- Aaron Tveit (Spencer Zschau)
- James Clow (Young Man)
- Erin Fritch (Young Woman)

### Épisode 8:Pacte avec un tueur
- États-Unis : 13 novembre 2011 sur CBS
- Suisse : 5 décembre 2012 sur RTS Un
- Québec : 17 octobre 2013 sur Séries+

- États-Unis : 10,24 millions de téléspectateurs[36]

- Mary Beth Peil (Jackie Florrick)
- Monica Raymund (Dana Lodge)
- Romany Malco (Justin Coyne)
- Michael Kelly (Mickey Gunn)
- Anne Marsen (Jennifer)
- Sarah Steele (Marissa Gold )
- Michael Irby (Ricky Packer)
- Leslie Uggams (Suzanne Packer)
- Chris Matthews (Himself)
- Mark Margolis (Father Jim)
- Christian Coulson (Andre Bergson)
- Paul Fitzgerald (Robert Mulvey)
- Alex Cranmer (Tom LaVere)
- Stephanie Kurtzuba (Public Defender)
- Bernie McInerney (Judge Jerry Glendon)

### Épisode 9:Whiskey Tango Foxtrot
- États-Unis : 20 novembre 2011 sur CBS
- Suisse : 12 décembre 2012 sur RTS Un
- Québec : 24 octobre 2013 sur Séries+

- États-Unis : 9,79 millions de téléspectateurs[37]

- Mary Beth Peil (Jackie Florrick)
- Monica Raymund (Dana Lodge)
- Anika Noni Rose (Wendy Scott-Carr)
- Patrick Breen (Lt. Terrence Hicks)
- James Eckhouse (Walter Kermani)
- Linda Emond (Judge Leora Kuhn)
- Amy Sedaris (Stacie Hall)
- Anthony Ruivivar (Capt. Moyer)
- Pepper Binkley (Sgt. Kastin)
- Charlie Semine (Lt. Matt Ventura)
- Joe Paulik (Raymond R. Galecki)
- Shalita Grant (Sgt. Nora Swan)
- Ralph Byers (Undersecretary Brattle)
- Steve Bassett (Secretary Hitchcock)

### Épisode 10:Heures d'angoisse
- États-Unis : 4 décembre 2011 sur CBS
- Suisse : 12 décembre 2012 sur RTS Un
- Québec : 31 octobre 2013 sur Séries+

- États-Unis : 9,94 millions de téléspectateurs[38]

- Chris Noth (Peter Florrick)
- Michael J. Fox (Louis Canning)
- Monica Raymund (Dana Lodge)
- Anika Noni Rose (Wendy Scott-Carr)
- Grace Rex (Martha Reed)
- Anna Camp (Caitlin D'Arcy)
- Tim Guinee (Andrew Wiley)
- Paulina Gerzon (Shannon Vargas)
- Ismael Cruz Cordova (Jimmy Patrick)
- Bill Camp (Daniel Clove)
- Jennifer Carpenter (Pamela Raker)
- John Michael Higgins (Rodney Jesko)
- J.T. O'Connor (Boring Lawyer)

### Épisode 11:Un jury sous influence
- États-Unis : 11 décembre 2011 sur CBS
- Suisse : 19 décembre 2012 sur RTS Un
- Québec : 7 novembre 2013 sur Séries+

- États-Unis : 11,56 millions de téléspectateurs[39]

- Chris Noth (Peter Florrick)
- Romany Malco (Justin Coyne)
- Monica Raymund (Dana Lodge)
- Anika Noni Rose (Wendy Scott-Carr)
- Dallas Roberts (Owen Cavanaugh)
- Ismael Cruz Cordova (Jimmy Patrick)
- Kurt Fuller (Judge Peter Dunaway)
- Lisa Joyce (Lisa Banner)
- Wendy Makkena (Cynthia Venegas)
- Cindy Katz (Senna Altman)
- Susan Kelechi Watson (Lauryn Fisher)
- Miguel Perez (Mario Alvarez/Foreman)
- Adam McNulty (Grant Rudnick)
- Nancy Ticotin (Admittance Clerk)
- Diane Hess (Judith)
- Katie Tuminelly (Juror #2)

### Épisode 12:Assignés levez-vous!
- États-Unis : 8 janvier 2012 sur CBS
- Suisse : 19 décembre 2012 sur RTS Un
- Québec : 14 novembre 2013 sur Séries+

- États-Unis : 11,65 millions de téléspectateurs[40]

- F. Murray Abraham (Burl Preston)
- Zach Grenier (David Lee)
- Carrie Preston (Elsbeth Tascioni)
- Michael Boatman (Julius Cain)
- Anika Noni Rose (Wendy Scott-Carr)
- Greg Hildreth (Gary)
- Bryan Brown (Jack Copeland)
- Maggie Lacey (April)
- Ed Herrmann (Lionel)
- Jenny Powers (Olivia)
- Gerritt VanderMeer (Jason)
- Chris Henry Coffey (Jake)
- David Shumbris (Mr. Dobbs)

### Épisode 13:Le Mystérieux Mr Bitcoin
- États-Unis : 15 janvier 2012 sur CBS
- Suisse : 26 décembre 2012 sur RTS Un
- Québec : 21 novembre 2013 sur Séries+

- États-Unis : 9,45 millions de téléspectateurs[41]

- Carrie Preston (Elsbeth Tascioni)
- Anika Noni Rose (Wendy Scott-Carr)
- Bob Balaban (Gordon Higgs)
- Monica Raymund (Dana Lodge)
- Rachel Hilson (Nisa)
- Jason Biggs (Dylan Stack)
- Jennifer Ferrin (Elaine Middleton)
- Michael Lerner (Judge Dwight Sobel)
- Rob Yang (Bao Shuwei)
- Jim Cramer (Himself)
- Richard Topol (Alex Krakowski)
- Gibson Frazier (Mitchell Tambor)
- David Furr (Tom Landis)
- Brendan Titley (Crypto Barker #1)
- Jeremy Beiler (Crypto Barker #2)
- John Patrick Doherty (Crypto Barker #3)

### Épisode 14:Dans la ligne de mire
- États-Unis : 29 janvier 2012 sur CBS
- Suisse : 26 décembre 2012 sur RTS Un
- Québec : 28 novembre 2013 sur Séries+

- États-Unis : 11,08 millions de téléspectateurs[42]

- Chris Noth (Peter Florrick)
- Carrie Preston (Elsbeth Tascioni)
- Amy Sedaris (Stacie Hall)
- Anika Noni Rose (Wendy Scott-Carr)
- Anna Camp (Caitlin D'arcy)
- Monica Raymund (Dana Lodge)
- David Fonteno (Judge Robert Parks)
- Tim Guinee (Andrew Wiley)
- Zach Grenier (David Lee)
- David Pittu (Spencer Roth)
- Jo Mei (Madeline)
- Ed Moran (Jasper)
- Lynda Gravatt (Mila)
- Susan Wands (Secretary)

### Épisode 15:En Direct de Damas
- États-Unis : 19 février 2012 sur CBS
- Suisse : 2 janvier 2013 sur RTS Un
- Québec : 5 décembre 2013 sur Séries+

- États-Unis : 9,73 millions de téléspectateurs[43]

- Rita Wilson (Viola Walsh)
- Parker Posey (Vanessa Gold)
- Denis O'Hare (Judge Charles Abernathy)
- Edward Herrmann (Lionel Deerfield)
- John Benjamin Hickey (Neil Gross)
- Amy Sedaris (Stacie Hall)
- Anna Camp (Caitlin D'arcy)
- Jack Carpenter (Patric Edelstein)
- Monica Raymund (Dana Lodge)
- Renee Elise Goldsberry (Geneva Pine)
- Vanessa Wasche (Assistant)
- Omid Abtahi (Samir)
- Jonathan Groff (Jimmy)
- Bernard White (Kassim)
- Manish Dayal (Dinesh)
- Michael Nathanson (en) (Randy)
- Julie Boyd (Anne)
- Aizzah Fatima (Furat)
- Teal Wicks (Sara)

### Épisode 16:Le Pont des supplices
- États-Unis : 4 mars 2012 sur CBS
- Suisse : 2 janvier 2013 sur RTS Un
- Québec : 12 décembre 2013 sur Séries+

- États-Unis : 9,83 millions de téléspectateurs[44]

- Chris Noth (Peter Florrick)
- Mamie Gummer (Nancy Crozier)
- Anna Camp (Caitlin D'Arcy)
- Donna Brazile (Herself)
- Zach Grenier (David Lee)
- Michael Boatman (Julius Cain)
- Renee Elise Goldsberry (Geneva Pine)
- Merritt Wever (Aubrey)
- Nadia Dajani (Sara)
- Christian Camargo (Aidan)
- Parker Pogue (Derek)
- Jack Gilpin (Frank Anderson)
- Luke Robertson (Kevin)
- Josh Hamilton (Judge Edward Serena)
- Patrick Page (Horton)
- Cassandra Freeman (Kristen)
- Ann McDonough (Joan Anderson)

### Épisode 17:Choix de femmes
- États-Unis : 11 mars 2012 sur CBS
- Suisse : 9 janvier 2013 sur RTS Un
- Québec : 19 décembre 2013 sur Séries+

- États-Unis : 9,88 millions de téléspectateurs[45]

- Chris Noth (Peter Florrick)
- Dylan Baker (Colin Sweeney)
- Anna Camp (Caitlin D'Arcy)
- Zach Grenier (David Lee)
- Kate Burton (Victoria Adler)
- Renee Elise Goldsberry (Geneva Pine)
- Ed Herrmann (Lionel Deerfield)
- Cady Huffman (Marina)
- Bebe Neuwirth (Judge Friend)
- Morena Baccarin (Isobel)
- Donald Sage Mackay (Mike)
- Susan Pourfar (Waitress)
- Laurence Mason (Jeremy)
- James Lloyd Reynolds (Suited Questioner)

### Épisode 18:La Glace et le Feu
- États-Unis : 18 mars 2012 sur CBS
- Suisse : 9 janvier 2013 sur RTS Un
- Québec : 26 décembre 2013 sur Séries+

- États-Unis : 9,58 millions de téléspectateurs[46]

- Michael J. Fox (Louis Canning)
- Michael Boatman (Julius Cain)
- Elizabeth Reaser (Tammy Linnata)
- Fred Dalton Thompson (Frank Michael Thomas)
- Bryan Brown (Jack Copeland)
- Gary Cole (Kurt McVeigh)
- Erica Piccininni (Miranda)
- Zach Grenier (David Lee)
- David Shumbris (Mr. Dobbs)
- Deborah Rush (Judge Rigby)
- Peter Scanavino (Grant)
- David Costabile (Zachary)
- Richard Bekins (Dr. Rubich)
- Phil Burke (Cameron)
- John C. Vennema (Paul Eckert)
- Brian Carney (Coach Breen)
- Tally Sessions (Officer Nolan)
- Roya Shanks (Rita)

### Épisode 19:La Cour des grands
- États-Unis : 25 mars 2012 sur CBS
- Suisse : 16 janvier 2013 sur RTS Un
- Québec : 2 janvier 2014 sur Séries+

- États-Unis : 9,77 millions de téléspectateurs[47]

- Chris Noth (Peter Florrick)
- Mary Beth Peil (Jackie Florrick)
- Kurt Fuller (Judge Dunaway)
- Jill Flint (Lana Delaney)
- Zach Grenier (David Lee)
- Cady Huffman (Marina Vassel)
- Peter Riegert (Judge Winter)
- Jerry Adler (Howard Lyman)
- Michael Boatman (Julius Cain)
- Matthew Perry (Mike Kresteva)
- Charlie Hofheimer (Officer Zimmerman)
- Charles S. Dutton (Damon Yarrow)
- Cotter Smith (Forrest Burke)
- Alexander Gemignani (Mr. Lesher)
- Vladimir Versailles (Ronnie)
- Carly Street (Officer Coffey)
- Marcus Neville (Eric)
- Kevin Hogan (Russell)
- David Drake (Jacques)

### Épisode 20:Tout le monde ment
- États-Unis /  Canada : 15 avril 2012 sur CBS / Global
- Suisse : 16 janvier 2013 sur RTS Un
- Québec : 9 janvier 2014 sur Séries+

- États-Unis : 10,16 millions de téléspectateurs[48]
- Canada : 1,071 million de téléspectateurs[49]

- Chris Noth (Peter Florrick)
- Mary Beth Peil (Jackie Florrick)
- Matthew Perry (Mike Kresteva)
- Parker Posey (Vanessa Gold)
- David Drake (Jacques)
- Mike Pniewski (Frank Landau)
- Dennis Boutsikaris (Tommy Segera)
- Joanna Gleason (Juge Romano)
- Julianne Nicholson (Callie)
- Liesel Allen Yeager (Lindsey)
- Jason Kravits (Nestor)
- Sarah Sokolovic (Mary Jane Heidl)
- Will Swenson (Justin)
- Maggie Keenan-Bolger (Pamela)
- Libby Woodbridge (Megan)
- Lou Liberatore (Disbarred Lawyer)

### Épisode 21:Le Côté obscur
- États-Unis /  Canada : 22 avril 2012 sur CBS / Global
- Suisse : 23 janvier 2013 sur RTS Un
- Québec : 16 janvier 2014 sur Séries+

- États-Unis : 10,42 millions de téléspectateurs[50]
- Canada : 1,087 million de téléspectateurs[51]

- Chris Noth (Peter Florrick)
- David Paymer (Juge Cuesta)
- Julianne Nicholson (Callie Simko)
- Jerry Adler (Howard Lyman)
- Mike Colter (Lemond Bishop)
- Jill Flint (Lana Delaney)
- Stephen Root (Juge Murphy Wicks)
- Jim True-Frost (Seth)
- Donna Scott (Mara)
- Michael Park (Lloyd)
- Kelly Deadmon (Carol)
- Sarah Zimmerman (Lynn)
- Brian Tarantina (Frankie)
- Nancy Lemenager (Laura)
- Keith Eric Chappelle (Sheriff)

### Épisode 22:LaDream Team
- États-Unis /  Canada : 29 avril 2012 sur CBS[52] / Global
- Suisse : 23 janvier 2013 sur RTS Un
- Québec : 23 janvier 2014 sur Séries+

- États-Unis : 9,97 millions de téléspectateurs[53]
- Canada : 1,108 million de téléspectateurs[54]

- Chris Noth (Peter Florrick)
- Mary Beth Peil (Jackie Florrick)
- Martha Plimpton (Patti Nyholm)
- Michael J. Fox (Louis Canning)
- Jerry Adler (Howard Lyman)
- Tim Guinee (Andrew Wiley)
- Armand Schultz (Juge Wynter)
- Mark Linn-Baker (Juge Linden)
- Bridget Megan Clark (Bree)
- Chris Kipiniak (Evan)
- Curtis Shumaker (Salesman)
- Careena Melia (Mother)
- Ivan Hernandez (Michael)

## Récompenses et nominations

### Primetime Emmy Awards
- Nomination pour Primetime Emmy Award de la meilleure actrice dans une série télévisée dramatique (Julianna Margulies pour Parenting Made Easy)
- Nomination pour Primetime Emmy Award de la meilleure actrice dans un second rôle dans une série télévisée dramatique (Christine Baranski pour Alienation of Affection)
- Nomination pour meilleure actrice dans un second rôle dans une série télévisée dramatique (Archie Panjabi pour The Dream Team)
- Nomination pour Primetime Emmy Award du meilleur acteur invité dans une série télévisée dramatique (Dylan Baker pour Marthas and Caitlins)
- Nomination pour meilleur acteur invité dans une série télévisée dramatique (Michael J. Fox pour Parenting Made Easy)
- Récompense pour Primetime Emmy Award de la meilleure actrice invitée dans une série télévisée dramatique (Martha Plimpton pour The Dream Team)
- Nomination pour meilleur casting dans une série dramatique (Outstanding Casting for a Drama Series) (Mark Saks)